# Quvenzhané Wallis
Quvenzhané Wallis [kwəˈvɛnʒəneɪ] (Houma, Louisiana, 2003. augusztus 28. –) Oscar-díjra jelölt amerikai színésznő. 
Kilencévesen jelölték a díjra, így ő a legfiatalabb, akit a legjobb főszereplő kategóriában jelöltek Oscar-díjra.

## Élete és pályafutása
Wallis 2003-ban született Houmában, Louisiana államban. Édesanyja, Qulyndreia, tanárnő, édesapja, Venije, kamionsofőr. Wallis keresztnevét édesanyja és édesapja neveinek első szótagjából kapta, a 'zhané' pedig egy szuahéli szó, amely tündért jelent. Szülei ilyen módon rótták le tiszteletüket afrikai őseik előtt. Wallis ötéves volt, mikor meghallgatásra ment A messzi dél vadjai főszerepéért, habár hatéves kor alatt nem is jelentkezhetett volna. Több száz kisgyerek közül esett rá a rendező választása, utólag a forgatókönyvet is módosítatta, hogy a szerep minél jobban passzoljon Wallis szókimondó természetéhez. Wallisnek nem volt semmilyen színészi tapasztalata, ahogy színészgárda többi tagjának sem a filmben. A messzi dél vadjai azonnal elismerő kritikát kapott, 2012-ben debütált a Sundance Filmfesztiválon megnyerve a zsűri nagydíját, a cannes-i filmfesztiválon pedig elnyerte az Arany Kamerát. Wallis rengeteg díjra jelölték, köztük Szaturnusz-díjra és Oscar-díjra is. Wallis kilencévesen új rekordot döntött, és felváltotta az új-zélandi Keisha Castle-Hughest az Oscar történetében, aki tizenhárom éves volt, mikor a díjra jelölték A bálnalovas című filmjéért.
Wallis ezután Steve McQueen 12 év rabszolgaság című filmjében szerepelt Lupita Nyong’o, Brad Pitt és Michael Fassbender oldalán. A cselekmény igaz történeten alapult, ami egy szabad afro-amerikai férfi elrablásáról és szolga sorba állításáról szól. 2014-ben Wallis egy vidámabb produkció főszerepét kapta meg az Annie-ben, ami egyben a sorban következő harmadik feldolgozása a történetnek. Habár a művet két Arany Málnára is jelölték, mint legrosszabb feldolgozás, Wallist Golden Globe-díjra jelölték legjobb női főszereplő kategóriában. 2015-ben az Apák és lányaik című filmdrámában kapott egy kisebb szerepet, de a film nagyot bukott annak ellenére, hogy a Fekete Fal kedvelt forgatókönyveinek egyikéből készült. 2016-ban Wallis a Trollok című animációs filmnek kölcsönözte a hangját. 
Wallis 2019-ben vendégszerepelt a Feketék fehéren című tévésorozat öt epizódjában. 2020-ban a Swagger című sorozatban jelent meg tíz epizódban. 2022-ben az Amerikai Horror Story című sorozatban vendégszerepelt. 
Wallis nemcsak a filmművészet, de a gyermekirodalom területén is tevékenykedett. Saját regénysorozata, a Shai és Emmie már háromkötetesre nőtte ki magát, nemrég pedig megjelent egy különálló meséje, A Night Out with Mama (2017).

## Filmográfia

### Filmek
| Év   | Cím                      | Szerep           | Magyar hang      |
| ---- | ------------------------ | ---------------- | ---------------- |
| 2012 | A messzi dél vadjai      | Hushpuppy        | Koller Virág     |
| 2013 | 12 év rabszolgaság       | Margaret Northup |                  |
| 2014 | Kahlil Gibran: A próféta | Almitra hangja   |                  |
| 2014 | Annie                    | Annie            | Szűcs Anna Viola |
| 2015 | Apák és lányaik          | Lucy             | Vida Sára        |
| 2016 | Trollok                  | Harper hangja    | Bárány Virág     |
| 2024 | Lélegezz                 | Zora             | Pekár Adrienn    |

### Televíziós sorozatok
| Év   | Cím                   | Szerep                      |
| ---- | --------------------- | --------------------------- |
| 2019 | Feketék fehéren       | Kyra (5 epizód)             |
| 2020 | Swagger               | Crystal Jarrett (10 epizód) |
| 2022 | Amerikai Horror Story | Bianca (egy epizód)         |

## Fontosabb díjak és jelölések
| Év   | Film                | Díj                                                                      | Eredmény |
| ---- | ------------------- | ------------------------------------------------------------------------ | -------- |
| 2012 | A messzi dél vadjai | New York-i Filmkritikusok Egyesülete: legjobb új előadó                  | Elnyerte |
| 2013 | A messzi dél vadjai | Szaturnusz-díj a legjobb fiatal színésznek                               | Jelölve  |
| 2013 | A messzi dél vadjai | Oscar-díj a legjobb női főszereplőnek                                    | Jelölve  |
| 2013 | A messzi dél vadjai | MTV Movie Award a legjobb feltörekvő színésznek                          | Jelölve  |
| 2015 | Annie               | Golden Globe-díj a legjobb női főszereplőnek – filmmusical vagy vígjáték | Jelölve  |